# 919 Third Avenue
919 Third Avenue, auch Bloomberg Building, ist ein Wolkenkratzer in Manhattan in New York City. Zum Büroturm gehört ein an der Basis angegliedertes zweistöckiges Gebäude mit dem urigen Lokal „PJ Clarke’s“ aus dem Jahr 1884.

## Beschreibung
Der Büroturm befindet sich im Plaza District im Viertel Turtle Bay in Midtown Manhattan an der Third Avenue zwischen der East 55th und 56th Street.
Der Wolkenkratzer wurde von Skidmore, Owings and Merrill entworfen und bis 1970 erbaut. Das Gebäude verfügt über eine schwarze Glas-Vorhangfassade. Es hat eine offizielle Höhe von 187,5 m (615 Fuß) und 47 Etagen. An der Ecke 3rd Avenue/55th Street wurde an der Basis des Wolkenkratzers das seit 1884 bestehende vormals vierstöckige und heute zweistöckige Gebäude mit dem berühmten Burger-Lokal „PJ Clarke’s“ angebunden. Es ist ein sogenanntes Nagelhaus, dessen Besitzer sich weigerte, das Haus an die Bauherren des Wolkenkratzers zu verkaufen. In dem Lokal verkehrte unter anderem Buddy Holly. 2007 wurde der Büroturm von SL Green im Rahmen einer 6-Milliarden-Dollar-Übernahme von der Reckson Associates Realty Corporation erworben. SL Green ließ das Gebäude 2015 und 2022 modernisieren, unter anderem die Lobby, die Aufzüge und den Haupteingang mit dem davor liegenden kleinen öffentlichen Platz an der 55th Street. Zu den Hauptmietern gehören neben mehreren Anwaltskanzleien die Kaufhauskette Bloomingdale’s und seit 2015 das Medienunternehmen Bloomberg L.P.
Im Dezember 1970 kamen bei einem Brand im fünften Stock drei Menschen ums Leben, als der Fahrstuhl in der betreffenden Etage anhielt. 20 weitere Menschen wurden verletzt.
919 Third Avenue besitzt seit 2009 eine LEED Gold-Zertifizierung (Leadership in Energy and Environmental Design) für umweltfreundliches Bauen.

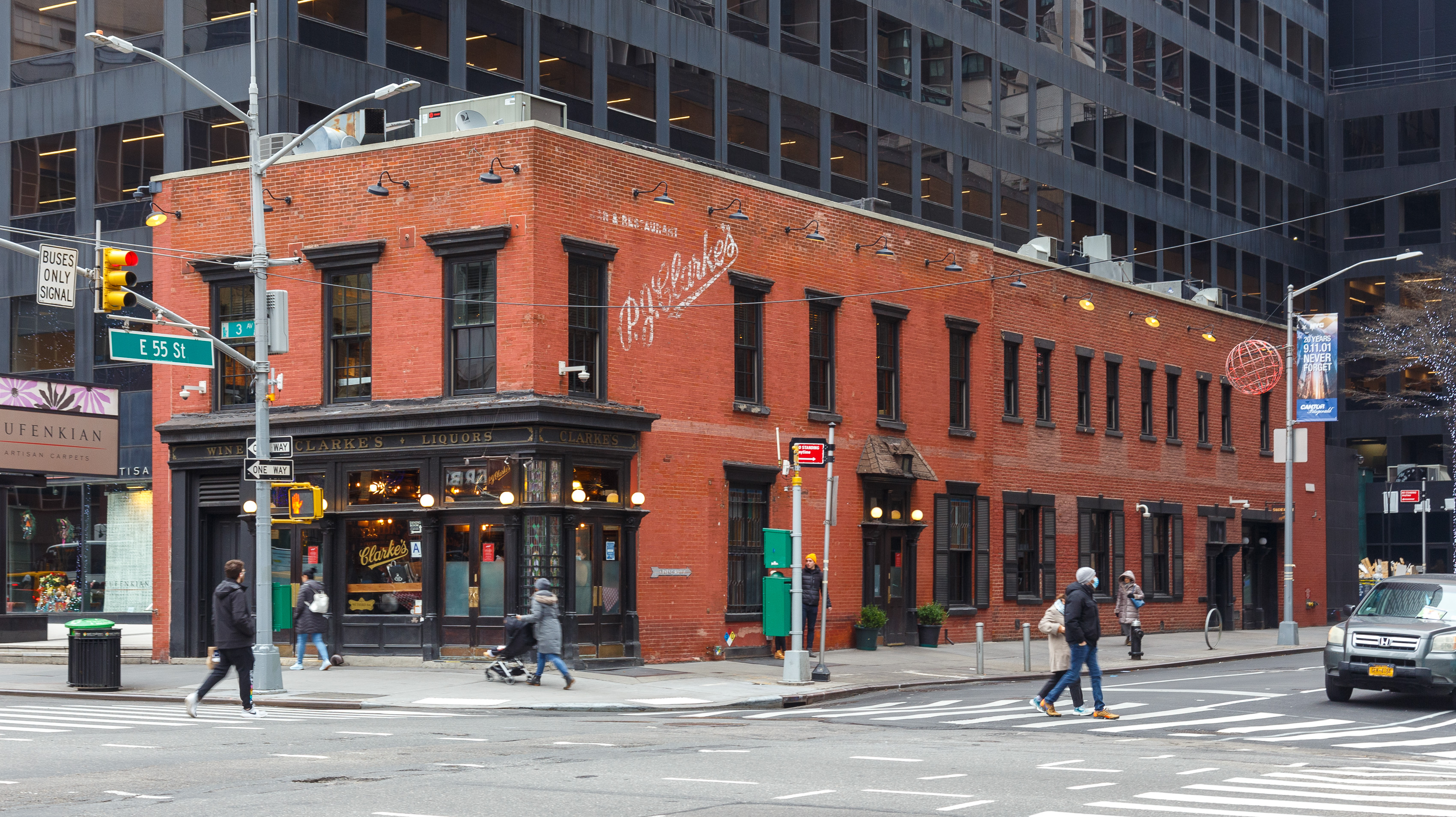
Burger-Lokal PJ Clarke’s